# Aberfeldy (Band)
Aberfeldy ist eine britische Rock- und Popband, die 2002 in Edinburgh gegründet wurde. Der Name stammt vom schottischen Touristendorf Aberfeldy. Der Musikstil wird als melodische und rhythmische Popmusik beschrieben.

## Diskografie

### Alben
- 2004: Young Forever
- 2006: Do Whatever Turns You On
- 2010: Somewhere to Jump From

### Singles
- 2004: Vegetarian Restaurant
- 2004: Heliopolis by Night
- 2005: Love Is an Arrow
- 2005: Summer’s Gone
- 2006: Hypnotised